# South Los Angeles
South Los Angeles, vaak afgekort tot South L.A., is de officiële naam voor een groot gebied ten zuidwesten en zuidoosten van het centrum van Los Angeles, Californië. De vroegere benaming voor het gebied was South Central Los Angeles. Het grenst aan west Los Angeles in het noordwesten, en Downtown Los Angeles in het noordoosten.
In 2003 drong het stadsbestuur een naamswijziging op voor de buurt, en wijzigde de naam van South Central Los Angeles naar South Los Angeles. Aanleiding voor deze aanpassing was de connotatie met geweld en verwaarlozing. De naam "South Central" kon immers probleemloos gelijkgesteld worden met verkrotting en straatcriminaliteit. De nieuwe naam is voor velen echter misleidend, aangezien San Pedro, Harbor City en Wilmington ook tot de City of Los Angeles behoren en nog zuidelijker liggen dan South Los Angeles. Hoewel de stad alle verantwoordelijkheid op zich nam op bewegwijzering en aanduidingen te wijzigen, en hoewel media als de Los Angeles Times en lokale zenders verwijzen naar de buurt als South Los Angeles, is de nieuwe naam niet alomtegenwoordig. De meeste inwoners van Los Angeles, inclusief de bewoners van de wijk zelf, gebruiken nog steeds de oude benaming. Prominente figuren uit de wijk, zoals Ice Cube, blijven verwijzen naar het gebied als South Central Los Angeles.

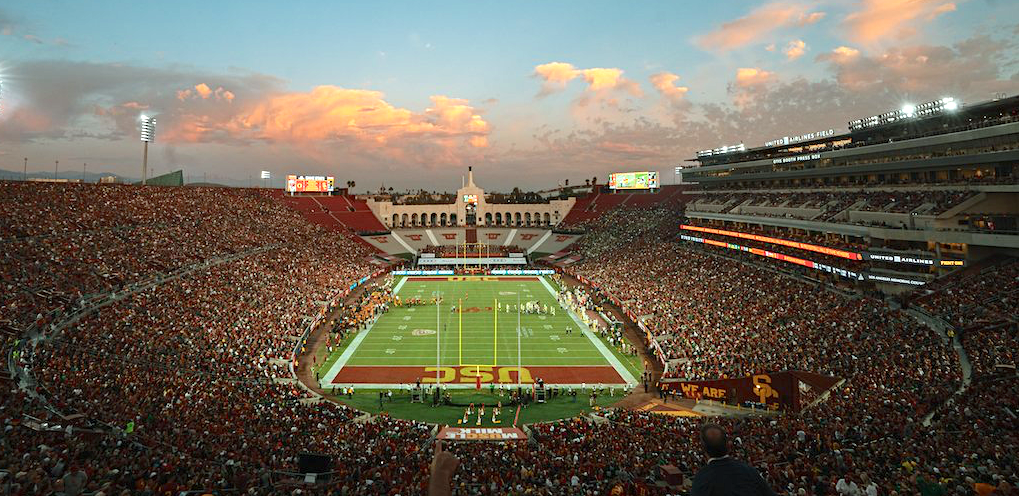
LA Coliseum

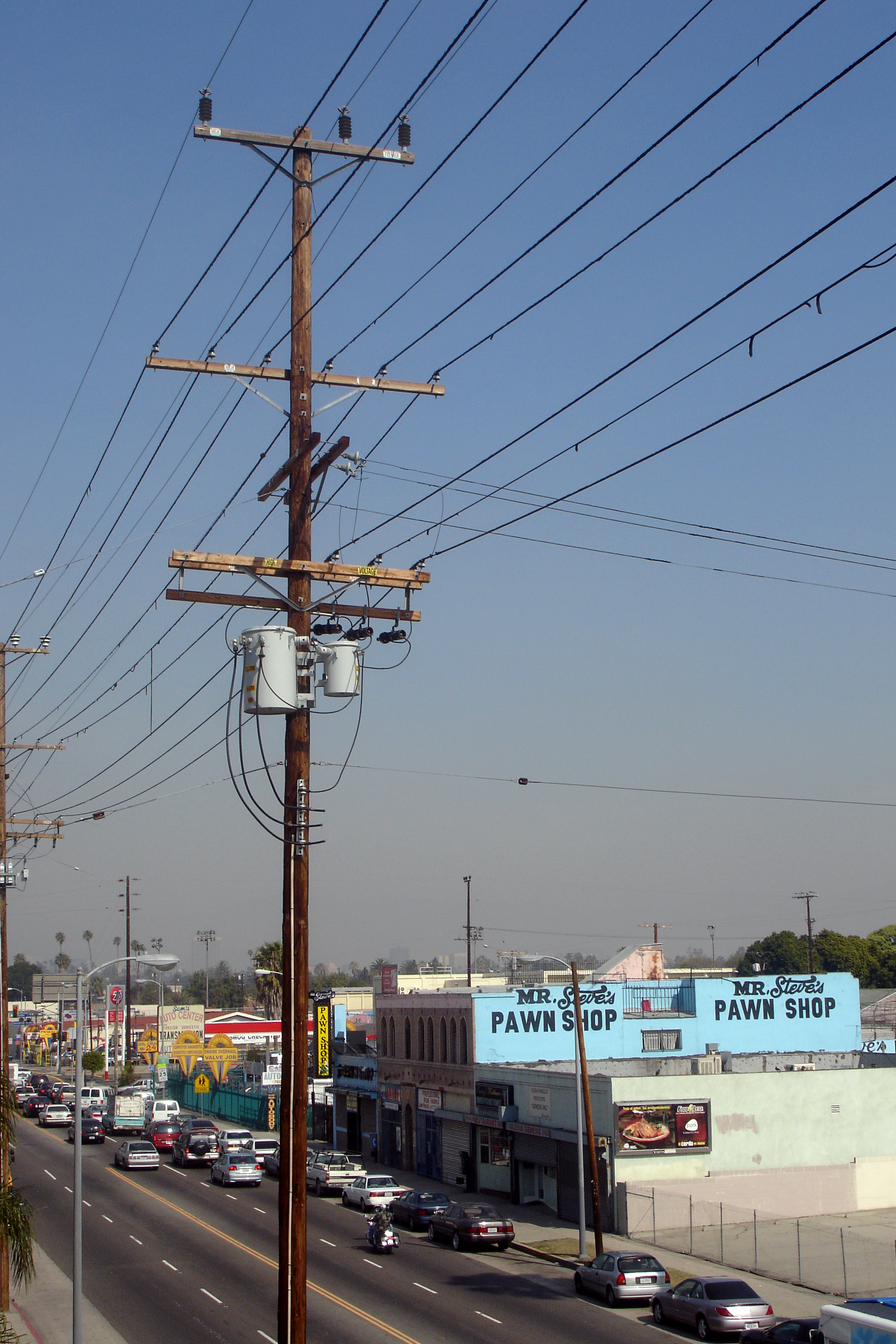
South Los Angeles

## Trekpleisters
- University of Southern California
- Exposition Park
  - Los Angeles Memorial Coliseum
    - USC Trojans Football/ Los Angeles Rams

  - Banc of California Stadium
    - Los Angeles FC

  - Lucas Museum of Narrative Art
  - California Science Center
    - IMAX Theatre van het California Science Center

  - Los Angeles Swim Stadium
  - California National Guard Armory
- Watts Towers